# Uto (Kumamoto)
Uto (宇土市?, Uto-shi) è una città giapponese della prefettura di Kumamoto.